# سوبك حتب الثامن
ربما كان سوبك حتب الثامن، (بالإنجليزية: Sobekhotep VIII)‏ ثالث ملك من سلالة الأسرة السادسة عشر في مصر على منطقة طيبة في صعيد مصر خلال الفترة الانتقالية الثانية. بدلاً من ذلك، قد يكون حاكم الأسرة الثالثة عشرة أو السابعة عشر إذا كان ملكاً من الأسرة السادسة عشرة،  إذا كان سوبك حتب الثامن ملكًا من الأسرة السادسة عشرة، فيُعتقد أنه مُدرج في بردية تورينو (١١:٢)، الذي يُنسب إليه حكم دام ١٦ عامًا.، بدءاً من 1650 ق.م، في وقت غزو الهكسوس لمصر.